# Eduard Ferdinand Geiseler
Eduard Ferdinand Geiseler ( * 21 de septiembre de 1781, Stettin - 1827) fue un botánico alemán.

## Algunas publicaciones
- 1807. Monographie der Gattung Croton (Monografía del Género Croton)

## Honores
- (Euphorbiaceae) Geiseleria Klotzsch 1841[1]

- La abreviatura «Geiseler» se emplea para indicar a Eduard Ferdinand Geiseler como autoridad en la descripción y clasificación científica de los vegetales.[2]